# Крістофер Бонсу Баа
Крістофер Бонсу Баа (англ. Christopher Bonsu Baah; нар. 14 грудня 2004) — ганський футболіст, вінгер саудівського клубу «Аль-Кадісія» і збірної Гани.

## Клубна кар'єра

### «Сарпсборг 08»
Вихованець ганської футбольної академії «Шутінг Старз». 13 березня 2023 року підписав контракт з норвезьким клубом «Сарпсборг 08». 10 липня дебютував за нову команду в матчі Елітесеріен проти «Буде-Глімт». 29 травня 2023 року в поєдинку проти «Олесунна» відзначився своїм першим голом за «Сарпсборг 08».

### «Генк»
6 липня 2023 року перейшов в бельгійський клуб «Генк», підписавши п'ятирирічний контракт. 2 серпня дебютував за «Генк» в матчі кваліфікації Ліги чемпіонів УЄФА проти швейцарського «Серветта», замінивши Джозефа Пейнтсіла. У Лізі Жупіле дебютував 5 серпня в поєдинку проти «Ейпена», вийшовши в стартовому складі. 22 жовтня 2023 року в матчі Ліги Жупіле з «Мехеленом» забив свій перший гол за «Генк».

### «Аль-Кадісія»
7 липня 2025 року перейшов у саудівський клуб «Аль-Кадісія». Сума трансферу становила 17 млн євро.

## Кар'єра в збірній
14 березня 2025 року вперше викликаний до збірної Гани головним тренером Отто Аддо для участі в матчах відбіркового турніру до чемпіонату світу 2026 проти збірних Чаду та Мадагаскару. 28 травня 2025 року в товариському матчі проти збірної Нігерії дебютував за збірну Гани, вийшовши в стартовому складі.

## Статистика виступів

### Клубна статистика
Станом на 25 травня 2025
| Клуб              | Сезон             | Чемпіонат         | Чемпіонат | Чемпіонат | Кубок | Кубок | Єврокубки | Єврокубки | Інші  | Інші | Всього | Всього |
| Клуб              | Сезон             | Дивізіон          | Матчі     | Голи      | Матчі | Голи  | Матчі     | Голи      | Матчі | Голи | Матчі  | Голи   |
| ----------------- | ----------------- | ----------------- | --------- | --------- | ----- | ----- | --------- | --------- | ----- | ---- | ------ | ------ |
| Сарпсборг 08      | 2023              | Елітесеріен       | 12        | 1         | 3     | 0     | –         | –         | 0     | 0    | 15     | 1      |
| Генк              | 2023–24           | Про-ліга          | 33        | 1         | 2     | 1     | 11        | 0         | 1     | 0    | 47     | 2      |
| Генк              | 2024–25           | Про-ліга          | 37        | 3         | 5     | 0     | 0         | 0         | 0     | 0    | 42     | 3      |
| Генк              | Всього            | Всього            | 70        | 4         | 7     | 1     | 11        | 0         | 1     | 0    | 89     | 5      |
| Аль-Кадісія       | 2025–26           | Про-ліга          | 0         | 0         | 0     | 0     | 0         | 0         | 0     | 0    | 0      | 0      |
| Всього за кар'єру | Всього за кар'єру | Всього за кар'єру | 82        | 5         | 10    | 1     | 11        | 0         | 1     | 0    | 104    | 6      |

1. ↑  1 матч в Лізі чемпіонів УЄФА, 2 матча в Лізі Європи УЄФА і 8 матчів в Лізі конференцій УЄФА
2. ↑  Матчі в плей-оф за участь в Лізі Європи УЄФА

### Міжнародна статистика
Станом на 31 травня 2025 
| Збірна            | Сезон             | Товариські | Товариські | Офіційні | Офіційні | Всього | Всього |
| Збірна            | Сезон             | Матчі      | Голи       | Матчі    | Голи     | Матчі  | Голи   |
| ----------------- | ----------------- | ---------- | ---------- | -------- | -------- | ------ | ------ |
| Гани              |                   |            |            |          |          |        |        |
| 2025              | 2                 | 0          | 0          | 0        | 2        | 0      |        |
| Всього за кар'єру | Всього за кар'єру | 2          | 0          | 0        | 0        | 2      | 0      |

### Матчі за збірну
Станом на 31 травня 2025 
| Матчі Крістофера Бонсу Баа за збірну Гани | Матчі Крістофера Бонсу Баа за збірну Гани | Матчі Крістофера Бонсу Баа за збірну Гани | Матчі Крістофера Бонсу Баа за збірну Гани | Матчі Крістофера Бонсу Баа за збірну Гани | Матчі Крістофера Бонсу Баа за збірну Гани | Матчі Крістофера Бонсу Баа за збірну Гани | Матчі Крістофера Бонсу Баа за збірну Гани |
| №                                         | Дата                                      | Суперник                                  | Рахунок                                   | Голи                                      | Картки                                    | Хвилини                                   | Змагання                                  |
| ----------------------------------------- | ----------------------------------------- | ----------------------------------------- | ----------------------------------------- | ----------------------------------------- | ----------------------------------------- | ----------------------------------------- | ----------------------------------------- |
| 1                                         | 28 травня 2025                            | Нігерія                                   | 1–2                                       |                                           |                                           | 90'                                       | Товариський матч                          |
| 2                                         | 31 травня 2025                            | Тринідад і Тобаго                         | 4–0                                       |                                           |                                           | 90'                                       | Товариський матч                          |

Всього: 2 матчі / 0 голів; 1 перемога, 0 нічиїх, 1 поразка.